# 액추에이터
액추에이터(actuator. 작동기, 작동장치, 흔히 액츄에이터로 오기)는 시스템을 움직이거나 제어하는 데 쓰이는 기계 장치이다. 다시 말해 전기나 유압, 압축 공기 등을 이용하는 원동 구동장치를 두루 일컫는 용어이다. 일반적으로 전류, 작동유압, 기력압 형태로 된 에너지원으로 작동하며 이 에너지를 어떠한 종류의 움직임으로 변환한다.

## 열역학적 효율
액추에이터의 효율은 모든 작동 매커니즘의 유용성을 측정하기 위한 표준으로 쓰인다.
{\displaystyle \varepsilon ={\frac {\text{useful work}}{\text{spent energy}}}={\frac {\text{output energy}}{\text{input energy}}}}

## 같이 보기
- 마이크로액추에이터